# Pomlčková válka
Pomlčková válka je běžně užívané označení pro spor o název Československa, probíhající po listopadu 1989. Označení se používá i přesto, že předmětem sporu nebylo použití pomlčky, ale použití spojovníku. Tento spor, jakož i spory o zkratku ČSFR a označení Československo, doprovázely základní spor o osud federace ČSSR, který trval od dob před vznikem Česko-Slovenska, později Československa, v roce 1918. Nakonec tehdy dostalo Československo název „Česká a Slovenská Federativní Republika“ místo sporných názvů „Československá federativní republika“ (česky) a „Česko-Slovenská federatívna republika“ (slovensky).
Celá diskuse byla značně emocionální a stála na počátku procesu, který později vyústil v zánik společného státu.

## Vývoj
Ve svém projevu na prvním zasedání Federálního shromáždění 23. ledna 1990 prezident Václav Havel předložil návrh o změně státních symbolů, jména armády a názvu státu. Havlův záměr byl přejmenovat Československou socialistickou republiku na Československou republiku a předpokládal, že toto bude okamžitě a bezvýhradně schváleno. Nedošlo k žádné předchozí poradě a poslanci nebyli předem s návrhy seznámeni. Prezidentovi bylo sděleno, že jeho návrh musí projít konvenční parlamentní procedurou. 
Ve chvíli, kdy bylo toto rozhodnutí oddáleno, se v médiích rozběhla vzrušená debata, jak by měl nový název vypadat.  
Václav Havel se po poradě s nejvyššími představiteli Parlamentu rozhodl postavit za název Česko-Slovenská republika, zatímco skupina českých ale i slovenských poslanců podala návrh na název Československá federativní republika. Česká veřejnost z většiny podporovala název Československá federativní republika, Slovákům se více zalíbila Česko-Slovenská federativní republika. Slovenští poslanci argumentovali, že v textu Versaillské smlouvy, Pittsburské dohody a na poštovních známkách do roku 1920, se objevuje výhradně název Česko-Slovensko.   
Vzájemný souboj názvů skončil patem. Varianta s pomlčkou byla zamítnuta při hlasování v dolní komoře parlamentu povětšinou hlasy českých poslanců, druhá varianta neprošla horní komorou, kde ji zablokovali Slováci za pomoci hlasovacího principu „zákazu majorizace“. 
Byl vytvořen dohodový výbor, který přišel s kompromisem. Dle něj pomlčka znamená něco jiného v češtině (údajně funguje jako rozdělovník) a něco jiného ve slovenštině (kde má funkci spojovníku). Proto je slovenský název Česko-slovenská federatívna republika beze zbytku ekvivalentní českému názvu Československá federativní republika.  
S tímto komplikovaným řešením nebyla slovenská strana spokojena. Řešení přišlo 9. dubna 1990, kdy se federální shromáždění shodlo na názvu Česká a Slovenská Federativní Republika (což samo o sobě rovněž odporovalo a odporuje platné pravopisné normě).
Zeměpisný název ČSFR zněl Československo v češtině a Česko-Slovensko ve slovenštině. ČSFR měla v letech 1990–1992 dvě zeměpisná jména i při překladech do cizích jazyků: bez spojovníku v překladech z češtiny (např. anglicky Czechoslovakia, francouzsky Tchécoslovaquie, německy Tschechoslowakei, atd.) a se spojovníkem v překladech ze slovenštiny (např. anglicky Czecho-Slovakia, francouzsky Tchéco-Slovaquie, německy Tschecho-Slowakei, atd.)
Z typografického hlediska je označení pomlčková válka nepřesné, neboť se jednalo o spojovník. Podle slovenské reformy pravopisu z roku 1991 se ve všech názvech obsahujících „Československo“ nebo „československý“ píše spojovník, tedy jako „Česko-Slovensko“, resp. „česko-slovenský“. Toto pravidlo se v současné době uplatňuje i na starší názvy, které podle něj nebyly vytvořeny.
Po zdárném vytvoření nového názvu česko-slovenské spory neutichly a vyústily v zánik Československa. 